# Sahaja
Sahaja (Língua Prácrito : সহজ Sânscrito : सहज sahaja ) significa iluminação espontânea na espiritualidade budista indiana e tibetana. As práticas Sahaja surgiram pela primeira vez em Bengala durante o século 8 entre os iogues budistas chamados Sahajiya siddhas .
Ananda Coomaraswamy descreve seu significado como "a última conquista de todo pensamento" e "um reconhecimento da identidade do espírito e matéria, sujeito e objeto", continuando "Não há, então, sagrado ou profano, espiritual ou sensual, mas tudo que vive é puro e vazio. "

## Etimologia
O sânscrito [e o tibetano, que o segue precisamente] significa literalmente: 'nascido ou produzido junto ou ao mesmo tempo que. Congênita, inata, hereditária, original, natural (... por nascimento, por natureza, naturalmente ...) '.
Etimologicamente, saḥ- significa 'junto com', e ja deriva da raiz jan , que significa 'nascer, produzir, ocorrer, acontecer'. O tibetano lhan cig tu skye ba é um equivalente etimológico exato do sânscrito. Lhan cig significa 'junto com', e skye ba significa 'nascer, surgir, surgir, ser produzido'. O tibetano pode funcionar como frase verbal, substantivo ou adjetivo.

## Origens e Sahajayana Budista

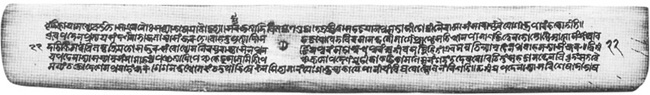
Manuscritos de Charyapada, o texto do século VII, e a mais antigo espécime conhecida da língua bengali. A imagem é de um rolo de papel com 1400 anos (2006).

A siddha Saraha budista (século VIII dC) foi a fundadora do movimento budista denominado Sahajayana, que floresceu em Bengala e Odisha. Sahajiya mahasiddhas como Saraha, Kanha , Savari e Luipa eram budistas tântricos que expunham suas crenças em canções e dohas nas línguas Apabhraṃśa e bengali. Muitas das canções desta tradição são preservadas na Charyapada .
Sahajiyas como Saraha acreditavam que a iluminação poderia ser alcançada nesta vida, por leigos vivendo no samsara. Os sahajiyas praticavam uma forma de união ritual que deveria trazer os elementos feminino e masculino juntos em equilíbrio.
Saraha e seus discípulos também eram praticantes mestres da meditação Mahamudra , e Saraha compôs um famoso texto de meditação Mahamudra junto com seus 'Três Ciclos de Doha', uma série de canções iogues.Sahajiyas também criticou o sistema de castas hindu. O Budismo Sahajayana se tornou muito popular no Império Pala , especialmente entre os plebeus.
Um dos textos clássicos associados aos budistas Sahajiya é o Hevajra Tantra. O tantra descreve quatro tipos de alegria (êxtase):
De Joy há alguma bem-aventurança, de Perfect Joy ainda mais. Da Alegria da Cessação vem um estado sem paixão. A alegria de Sahaja é finalidade. O primeiro vem pelo desejo de contato, o segundo pelo desejo de bem-aventurança, o terceiro pela passagem da paixão e, por este meio, o quarto [Sahaja] é realizado. A alegria perfeita é samsara [união mística]. A alegria da cessação é o nirvana. Então, há uma alegria clara entre os dois. Sahaja está livre de todos eles. Pois não há desejo, nem ausência de desejo, nem um meio a ser obtido.
O siddhi, Indrabhuti, escreveu um comentário sobre os ensinamentos de Sahaja chamado Sahajasiddhipaddhati.

## Na tradição Nāth
Sahaja é uma das quatro palavras-chave da Nath sampradaya junto com Svecchachara, Sama e Samarasa . A meditação e a adoração Sahaja prevaleciam nas tradições tântricas comuns ao hinduísmo e ao budismo em Bengala, já nos séculos VIII a IX. O professor britânico Nath Mahendranath escreveu:
O homem nasce com um instinto de naturalidade. Ele nunca esqueceu os dias de sua perfeição primordial, exceto na medida em que a memória foi enterrada sob a superestrutura artificial da civilização e seus conceitos artificiais. Sahaja significa natural ... A árvore cresce de acordo com Sahaja , natural e espontânea em total conformidade com a Lei Natural do Universo. Ninguém lhe diz o que fazer ou como crescer. Não tem swadharma ou regras, deveres e obrigações decorrentes do nascimento. Ele tem apenas svabhava - seu próprio eu ou essência inata - para guiá-lo. Sahaja é aquela natureza que, quando estabelecida em si mesmo, traz o estado de absoluta liberdade e paz.
O conceito de espiritualidade espontânea entrou no Hinduísmo com Nath Yogis como Gorakshanath e era frequentemente aludido indiretamente e simbolicamente na linguagem crepuscular ( sandhya bhasa ) comum às tradições sahaja como encontradas na Charyapada e nas obras de Matsyendranath e Daripada.  Ele influenciou o movimento de bhakti através da tradição Sant, exemplificado pelos Bauls de Bengala, Namdev Dnyaneshwar , Meera, Kabire Guru Nanak, o fundador do Sikhismo.
O Yoga, em particular, teve uma influência aceleradora nas várias tradições Sahajiya.A cultura do corpo ( kāya-sādhana ) por meio dos processos de Haṭha-yoga era de suma importância na seita Nāth e encontrada em todas as escolas sahaja . Quer seja concebido como 'bem-aventurança suprema' ( Mahā-sukha ), como pelos Sahajiyās budistas, ou como 'amor supremo' (como com os Vaiṣṇava Sahajiyās), a força do corpo foi considerada necessária para suportar tal realização suprema. 

## Vaishnava-Sahajiya
A seita Vaishnava-Sahajiya se tornou popular na Bengala do século 17. Buscou experiência religiosa por meio dos cinco sentidos. A relação divina entre Krishna e Radha (disfarces do divino masculino e do divino feminino) foi celebrada por Chandidas (Bangla: চন্ডীদাস ) (nascido em 1408 D.C), Jayadeva (cerca de 1200 D.C) e Vidyapati (c 1352 - c 1448), cujas obras prenunciava as rasas ou "sabores" do amor. Os dois aspectos da realidade absoluta foram explicados como o desfrutador eterno e o desfrutado, Kṛṣṇa e Rādhā, como pode ser realizado por meio de um processo de atribuição ( Aropa ), no qual o Rasade um casal humano é transmutado no amor divino entre Kṛṣṇa e Rādhā, levando à mais alta realização espiritual, o estado de união ou Yugala. O elemento do amor, a inovação da escola Vaiṣṇava Sahajiyā , é essencialmente baseado no elemento da ioga na forma de disciplina física e psicológica.
Vaisnava-Sahajiya é uma síntese e um complexo de tradições que, devido às suas práticas tântricas, foi percebido com desdém por outras comunidades religiosas e muitas vezes foi forçado a operar em segredo. Sua literatura empregava um estilo criptografado e enigmático. Devido à necessidade de privacidade e sigilo, pouco se sabe definitivamente sobre sua prevalência ou práticas.

## Sahaja-Siddhi
O sahaja-siddhi ou o siddhi ou 'realização natural' ou a 'realização do estado natural incondicionado' também foi uma obra textual, o Sahaja-Siddhi revelado por Dombi Heruka (Skt. Ḍombi Heruka ou Ḍombipa)um dos oitenta e quatro Mahasiddhas.

A seguinte citação identifica a relação do 'fluxo mental' (fluxo mental ) com o sahaja-siddhi . Além disso, deve ser lembrado que embora Sundararajan e Mukerji (2003: p. 502) usem um pronominal masculino, o termo siddha não é específico de gênero e que havia mulheres, muitas como sadhakas seniores , entre oscomunidades siddha :
O praticante agora é um siddha , uma alma realizada. Ele se torna invulnerável, além de todos os perigos, quando todas as formas se dissolvem no Sem Forma, "quando surati se funde em nirati , japa se perde em ajapā " ( Sākhī , Parcā ko Aṅga, d.23). O encontro de surati e nirati é um dos sinais de sahaja-siddhi ; surati é um ato de vontade mesmo quando o praticante luta para se libertar dos apegos mundanos. Mas quando sua mundanidade é totalmente destruída com a dissolução do ego, há nirati, cessação do fluxo mental, o que implica a cessação de todos os esforços desejados. Nirati ( ni-rati ) também é a cessação das atrações, uma vez que o objeto de atração e o buscador são agora um. Em termos de layayoga , nirati é a dissolução da mente em "Som", nāda .